# Noruega en los Juegos Olímpicos de Oslo 1952
Noruega estuvo representada en los Juegos Olímpicos de Oslo 1952 por un total de 73 deportistas que compitieron en 8 deportes.  
El portador de la bandera en la ceremonia de apertura fue el patinador de velocidad Hjalmar Andersen.

## Medallistas
El equipo olímpico noruego obtuvo las siguientes medallas:
| Nombre                                                          | Deporte               | Competición        |
| --------------------------------------------------------------- | --------------------- | ------------------ |
| Oro                                                             |                       |                    |
| Simon Slåttvik                                                  | Combinada nórdica     | Individual M       |
| Stein Eriksen                                                   | Esquí alpino          | Eslalon gigante M  |
| Hallgeir Brenden                                                | Esquí de fondo        | 18 km M            |
| Hjalmar Andersen                                                | Patinaje de velocidad | 1500 m M           |
| Hjalmar Andersen                                                | Patinaje de velocidad | 5000 m M           |
| Hjalmar Andersen                                                | Patinaje de velocidad | 10 000 m M         |
| Arnfinn Bergmann                                                | Saltos en esquí       | Trampolín normal M |
| Plata                                                           |                       |                    |
| Stein Eriksen                                                   | Esquí alpino          | Eslalon M          |
| Magnar Estenstad Mikal Kirkholt Martin Stokken Hallgeir Brenden | Esquí de fondo        | 4 × 10 km M        |
| Torbjørn Falkanger                                              | Saltos en esquí       | Trampolín normal M |
| Bronce                                                          |                       |                    |
| Sverre Stenersen                                                | Combinada nórdica     | Individual M       |
| Guttorm Berge                                                   | Esquí alpino          | Eslalon M          |
| Magnar Estenstad                                                | Esquí de fondo        | 50 km M            |
| Arne Johansen                                                   | Patinaje de velocidad | 500 m M            |
| Roald Aas                                                       | Patinaje de velocidad | 1500 m M           |
| Sverre Haugli                                                   | Patinaje de velocidad | 5000 m M           |